# Ljubiša Spajić
Ljubiša Spajić, właśc. Ljubomir Spajić, serb. Љубиша Спајић (ur. 7 marca 1926 w Belgradzie, zm. 28 marca 2004 tamże) – piłkarz jugosłowiański grający podczas kariery na pozycji obrońcy.

## Kariera klubowa
Ljubiša Spajić piłkarską karierę rozpoczął w klubie Crvena zvezda Belgrad w 1946. W 1947 przeszedł do spadkowicza z jugosłowiańskiej ekstraklasy Budućnosti Titograd, z którą po roku powrócił do Prvej ligi. W latach 1950–1952 występował w BSK Belgrad. W 1952 przeszedł do Crvenej zvezdy, w której występował do końca kariery w 1960. Z Crveną zvezdą pięciokrotnie zdobył mistrzostwo Jugosławii w 1953, 1956, 1957, 1959, 1960 oraz dwukrotnie Puchar Jugosławii w 1958 i 1959.
| Sezon   | Klub               | Kraj       | Rozgrywki          | Mecze | Bramki |
| ------- | ------------------ | ---------- | ------------------ | ----- | ------ |
| 1946/47 | FK Crvena zvezda   | Jugosławia | Prva liga          | 8     | 0      |
| 1947/48 | Budućnost Titograd | Jugosławia | Druga savezna liga | ?     | ?      |
| 1948/49 | Budućnost Titograd | Jugosławia | Prva liga          | 14    | 4      |
| 1950    | BSK Belgrad        | Jugosławia | Prva liga          | 18    | 0      |
| 1951    | BSK Belgrad        | Jugosławia | Prva liga          | 22    | 5      |
| 1952    | BSK Belgrad        | Jugosławia | Prva liga          | 11    | 0      |
| 1952/53 | BSK Belgrad        | Jugosławia | Prva liga          | 8     | 2      |
| 1952/53 | FK Crvena zvezda   | Jugosławia | Prva liga          | 6     | 0      |
| 1953/54 | FK Crvena zvezda   | Jugosławia | Prva liga          | 25    | 0      |
| 1954/55 | FK Crvena zvezda   | Jugosławia | Prva liga          | 14    | 1      |
| 1955/56 | FK Crvena zvezda   | Jugosławia | Prva liga          | 23    | 0      |
| 1956/57 | FK Crvena zvezda   | Jugosławia | Prva liga          | 23    | 0      |
| 1957/58 | FK Crvena zvezda   | Jugosławia | Prva liga          | 21    | 0      |
| 1958/59 | FK Crvena zvezda   | Jugosławia | Prva liga          | 20    | 0      |
| 1959/60 | FK Crvena zvezda   | Jugosławia | Prva liga          | 22    | 0      |

## Kariera reprezentacyjna
W reprezentacji Jugosławii Spajić zadebiutował 7 września 1950 w przegranym 2-3 towarzyskim meczu z Finlandią. W 1954 uczestniczył w mistrzostwach świata. Na turnieju w finałowym w Szwajcarii był rezerwowym i nie wystąpił w żadnym meczu meczach. W 1956 roku zdobył srebrny medal olimpijski na igrzyskach w Melbourne. Na turnieju olimpijskim wystąpił w trzech meczach z USA, Indiami i ZSRR.
Ostatni raz w reprezentacji wystąpił 10 listopada 1956 w wygranym 4-1 meczu eliminacji mistrzostw świata z Grecją. Ogółem w barwach plavich wystąpił w 15 meczach.
| Mecze i gole w reprezentacji | Mecze i gole w reprezentacji | Mecze i gole w reprezentacji | Mecze i gole w reprezentacji | Mecze i gole w reprezentacji | Mecze i gole w reprezentacji | Mecze i gole w reprezentacji |
| #                            | Data                         | Miasto                       | Przeciwnik                   | Gol                          | Wynik                        | Rozgrywki                    |
| ---------------------------- | ---------------------------- | ---------------------------- | ---------------------------- | ---------------------------- | ---------------------------- | ---------------------------- |
| 1.                           | 07.09.1950                   | Helsinki                     | Finlandia                    |                              | 2:3                          | towarzyski                   |
| 2.                           | 23.08.1951                   | Oslo                         | Norwegia                     |                              | 4:2                          | towarzyski                   |
| 3.                           | 02.09.1951                   | Belgrad                      | Szwecja                      |                              | 2:1                          | towarzyski                   |
| 4.                           | 05.06.1953                   | Stambuł                      | Turcja                       |                              | 2:2                          | towarzyski                   |
| 5.                           | 18.10.1953                   | Zagrzeb                      | Francja                      |                              | 3:1                          | towarzyski                   |
| 6.                           | 09.05.1954                   | Zagrzeb                      | Belgia                       |                              | 0:2                          | towarzyski                   |
| 7.                           | 09.05.1954                   | Saarbrücken                  | Saara                        |                              | 5:1                          | towarzyski                   |
| 8.                           | 28.11.1956                   | Melbourne                    | Stany Zjednoczone            |                              | 9:1                          | Igrzyska Olimpijskie         |
| 9.                           | 04.12.1956                   | Melbourne                    | Indie                        |                              | 4:1                          | Igrzyska Olimpijskie         |
| 10.                          | 08.12.1956                   | Melbourne                    | ZSRR                         |                              | 0:1                          | Igrzyska Olimpijskie         |
| 11.                          | 23.12.1956                   | Dżakarta                     | Indonezja                    |                              | 5:1                          | towarzyski                   |
| 12.                          | 05.05.1957                   | Ateny                        | Grecja                       |                              | 0:0                          | el. MŚ                       |
| 13.                          | 12.05.1957                   | Zagrzeb                      | Włochy                       |                              | 6:1                          | Puchar Doktora Gerö          |
| 14.                          | 18.05.1957                   | Bratysława                   | Czechosłowacja               |                              | 0:1                          | Puchar Doktora Gerö          |
| 15.                          | 10.11.1957                   | Belgrad                      | Grecja                       |                              | 4:1                          | el. MŚ                       |

## Kariera trenerska
Po zakończeniu kariery piłkarskiej Spajić został trenerem. Karierę trenerską rozpoczął w Arisie Saloniki w 1961. W 1962 krótko był selekcjonerem reprezentacji Turcji. W latach 1962–1963 i 1964–1967 pracował w Turcji, gdzie trenował Beşiktaş JK. Z Beşiktaşem dwukrotnie zdobył mistrzostwo Turcji w 1966 i 1967. W latach 1968–1978 Spajić pracował w Grecji w Olympiakosie Pireus, Iraklisie Saloniki i Panachaikach Patras.